# Sitio de Pavía (476)
El sitio de Pavía en agosto de 476 fue un acontecimiento crítico durante la caída del Imperio romano de Occidente. Los foederati, incluidos algunos esciros, del ejército romano en Italia se amotinaron. Aclamaron rey a Odoacro el 23 de agosto, mientras que el magister militum Orestes se refugiaba en la bien fortificada ciudad de Pavía (Ticino). La ciudad fue asediada de inmediato, las fortificaciones asaltadas, la ciudad saqueada y muchas iglesias y casas fueron incendiadas, incluida la residencia del obispo.
Enodio de Pavía relata los sucesos en su Vida del obispo Epifanio de Pavía (§§95-100). Enodio presenta el asedio como una estratagema diabólica para incomodar al obispo. La hermana de Epifanio, una monja llamada Luminosa, se encontraba entre los cautivos.  Orestes escapó, pero fue capturado en Plasencia el 28 de agosto y ejecutado. Posteriormente, los disturbios remitieron.  Desde Plasencia, Odoacro marchó sobre Rávena y depuso al emperador Rómulo Augústulo.